# Cocoaia
Cocoaia is een geslacht van uitgestorven kreeftachtigen uit de klasse van de Ostracoda (mosselkreeftjes).

## Soorten
- Cocoaia alabamensis (Stephenson, 1938) Howe, 1971 †
- Cocoaia jacksonensis (Stephenson, 1937) Howe, 1971 †
- Cocoaia smithvillensis (Stephenson, 1942) Howe, 1971 †
- Cocoaia tombigbeensis (Stephenson, 1938) Howe, 1971 †
- Cocoaia vicksburgensis (Stephenson in Howe & Law, 1936) Hazel, Mumma & Huff, 1980 †